# Porphyrophora altaiensis
Porphyrophora altaiensis är en insektsart som beskrevs av Jashenko 1988. Porphyrophora altaiensis ingår i släktet Porphyrophora och familjen pärlsköldlöss.
Artens utbredningsområde är Kazakstan. Inga underarter finns listade i Catalogue of Life.